# Magic Mouse
De Magic Mouse is een draadloze computermuis ontwikkeld door het computerbedrijf Apple Inc. Het is de luxere uitvoering van de Mighty Mouse. Het verschil met de Mighty Mouse is het ontbreken van een scrollwieltje. De Magic Mouse wordt standaard geleverd bij elke iMac. 
De Magic Mouse werkt volledig via touch-technologie (grotendeels dezelfde als bij de iPod touch, iPhone en iPad). De muis werkt enkel met Apples eigen besturingssysteem OS X en biedt dus geen ondersteuning voor Windows-computers, tenzij Windows wordt geïnstalleerd via Boot Camp. Op de Mac werkt de Magic Mouse vanaf Mac OS X 10.5 Leopard en nieuwer. De muis is draadloos en werkt via bluetooth. De muis werd in oktober 2009 geïntroduceerd.

## Magic Mouse 2
Op 13 oktober 2015 bracht Apple de tweede generatie Magic Mouse uit. Het opladen gebeurt via een Lightning aansluiting aan de onderkant. Voor een Magic Mouse 2 is OS X 10.11 vereist. 